# Guioa parvifoliola
Guioa parvifoliola là một loài thực vật thuộc họ Sapindaceae. Đây là loài đặc hữu của Philippines.